# Ostravské městské památkové zóny

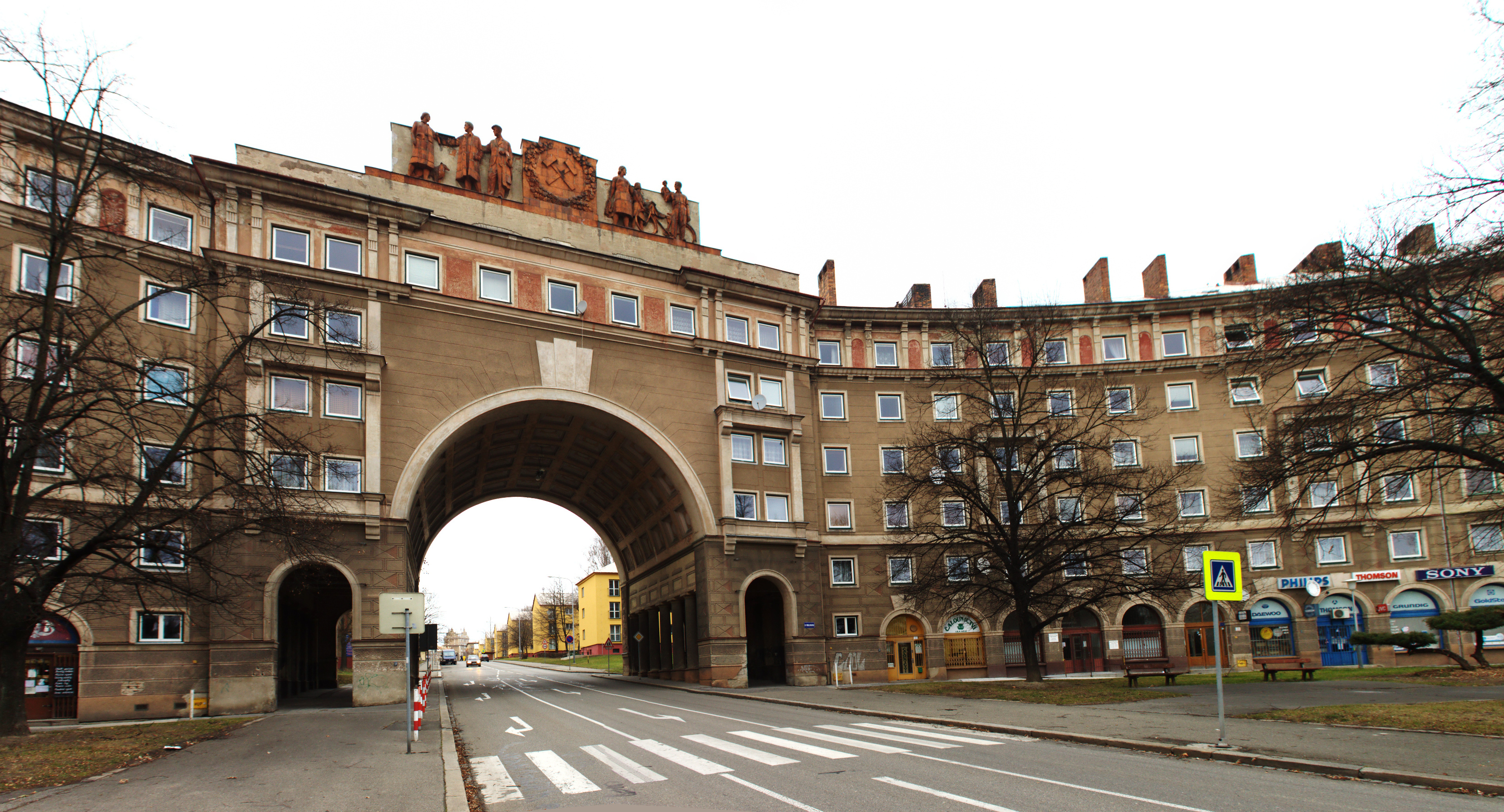
Oblouk, Ostrava-Poruba

Na území statutárního města Ostravy existují čtyři městské památkové zóny.

## Moravská Ostrava
Městská památková zóna Moravská Ostrava byla vyhlášena v roce 1992 vyhláškou Ministerstva kultury číslo 476/1992 Archivováno 4. 3. 2016 na Wayback Machine. Sb. ze dne 10. září 1992 o prohlášení území historických jader vybraných měst za památkové zóny. Číslo rozhodnutí: 1992476. Popis: Původní biskupské město s pravoúhlým půdorysem obohacené o nové dominanty.

## Ostrava-Poruba
Městská památková zóna Ostrava-Poruba byla vyhlášena v roce 2003 vyhláškou Ministerstva kultury číslo 108/2003 Archivováno 2. 4. 2015 na Wayback Machine. Sb. ze dne 1. dubna 2003 o prohlášení území s historickým prostředím ve vybraných městech a obcích za památkové zóny a určování podmínek pro jejich ochranu. Číslo rozhodnutí: 2003108. Popis: Jednotně vybudovaný městský celek z padesátých let 20. století ve stylu sorely.

## Ostrava-Přívoz
Městská památková zóna Ostrava-Přívoz byla vyhlášena v roce 2003 vyhláškou Ministerstva kultury číslo 108/2003 Archivováno 2. 4. 2015 na Wayback Machine. Sb. ze dne 1. dubna 2003 o prohlášení území s historickým prostředím ve vybraných městech a obcích za památkové zóny a určování podmínek pro jejich ochranu. Číslo rozhodnutí: 2003108. Popis: Nově vybudované město ve formách eklekticismu a secese dle návrhu Camillo Sitteho.

## Ostrava-Vítkovice
Městská památková zóna Ostrava-Vítkovice byla vyhlášena v roce 2003 vyhláškou Ministerstva kultury číslo 108/2003 Archivováno 2. 4. 2015 na Wayback Machine. Sb. ze dne 1. dubna 2003 o prohlášení území s historickým prostředím ve vybraných městech a obcích za památkové zóny a určování podmínek pro jejich ochranu. Číslo rozhodnutí: 2003108. Popis: Nově vybudované tovární město v zahradách s jednotným architektonickým pojetím režného cihlového zdiva.